# غطاء مستعرض

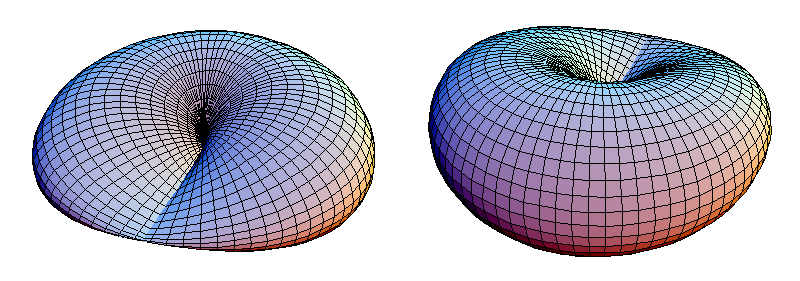

الغطاء المستعرض في الرياضيات هو سطح ثنائي الأبعاد في شكل ثلاثي المساحة ذو جانب واحد وصورة مستمرة لـشريط موبيوس الذي يتقاطع مع نفسه في فترة معينة. وفي النطاق، فإن الصورة العكسية لهذه الفترة عبارة عن فترة أطول إذ يكون المخطط ثلاثي المساحة «منطويًا بانتصاف». وفي النقطة التي تطوى فيها الفترة الأطول لنصفين في الصورة، يكون الشكل القريب هو مظلة ويتني.
وتمنع الفترة ذات التقاطع الذاتي الغطاء المستعرض من أن يكون دالة هميومرفية لـشريط موبيوس، ولكن هناك نقطتان فقط في الصورة (النقطتان النهائيتان للفترة ذات التقاطع الذاتي) حيث لا يمكن أن تكون الصورة هي الصورة المغمورة. والحافة الحدودية للغطاء المستعرض هي حلقة مغلقة بسيطة. وقد يأخذ شكل الدائرة المتناظرة مثل إصدارات معينة من شريط موبيوس.
والغطاء المستعرض المغلق عن طريق لصق قرص بحدوده هو نموذج لـمستوى الإسقاط الحقيقيP2 (نعود للفترة ذاتية التقاطع والنقطتين اللتين لا يكون عندهما هذا النموذج منغمرًا إلى P2).
ويمثل الغطاءان المستعرضان الملصقان معًا عند حدودهما نموذج زجاجة كلاين، وهذه المرة مع فترتين ذواتي تقاطع ذاتي والنقاط الأربعة التي يكون عندها هذا النموذج منغمرًا.
توضح هذه النظرية المهمة المتعلقة بمجال الطوبولوجيا، وهي نظرية تصنيف الأسطح، أن كل شكل متعدد الشعب ثنائي الأبعاد مضغوط وبدون حدود هو دالة هميومرفية بالنسبة لدائرة بها عدد (احتمال 0) من «المقابض» و0 أو 1 أو 2 من الأغطية المستعرضة.

## وصلات خارجية
- إيريك ويستاين، Cross-Cap، ماثوورلد Mathworld (باللغة الإنكليزية).